# Жаскайрат (Исатайский район)
Жаскайрат (каз. Жасқайрат) — село в Исатайском районе Атырауской области Казахстана. Входит в состав Камыскалинского сельского округа. Код КАТО — 234243300.

## Население
В 1999 году население села составляло 287 человек (143 мужчины и 144 женщины). По данным переписи 2009 года, в селе проживали 304 человека (147 мужчин и 157 женщин).